# كياسر (كرج)
كياسر هي قرية في مقاطعة كرج، إيران. يقدر عدد سكانها بـ 236 نسمة بحسب إحصاء 2016.